# Sysslebäck
Sysslebäck is een plaats in de gemeente Torsby in het landschap Värmland en de provincie Värmlands län in Zweden. De plaats heeft 539 inwoners (2005) en een oppervlakte van 147 hectare. De plaats ligt aan de rivier de Klarälven. Zuidelijk van Syssleback ligt het grootste skigebied van Värmland, Branäs.

## Verkeer en vervoer
Bij de plaats loopt de Riksväg 62.